# شلومو روزين
شلومو روزين (بالعبرية: שלמה רוזן‏) هو سياسي إسرائيلي، ولد في 21 يونيو 1905 في أوسترافا في التشيك، وتوفي في 7 ديسمبر 1985 في إسرائيل. حزبياً، نشط في حزب العمال الموحد. وقد انتخب عضو الكنيست ‏ (22 نوفمبر 1965 – 21 يناير 1974).